# سد القعايد
سد القعايد أحد سدود الطائف التاريخية.

## الوصف
يقع على بعد أربعمئة متر من طريق الشفا - الطائف٬ قبل متنزه الحدبان٬ ويمتد جداره من الشرق إلى الغرب٬ بطول أربعين مترًا من أعلاه٬ وثمانية عشر مترًا من أسفله٬ ولا يزال في حالة جيدة من البناء٬ وهو من النوع المتدرج. يرجع تاريخ بنائه إلى العصر الأموي.